# نیروگاه هسته‌ای سیواوکس
نیروگاه هسته‌ای سیواوکس (به فرانسوی: Centrale nucléaire de Civaux) یک نیروگاه هسته‌ای در فرانسه است که در Civaux واقع شده‌است.